# Sergej Tumanskij
Sergej Konstantinovič Tumanskij (rusky Серге́й Константинович Туманский, 21. květen 1901 – 9. září 1973) byl sovětský konstruktér leteckých motorů a šéf konstrukční kanceláře Tumanskij (OKB-300).
Narodil se 8. květnajul./ 21. května 1901greg. v Minsku (nyní Bělorusko). Během ruské občanské války pracoval na motorech vojenských letounů v oddile „Grom“, který byl vybaven stroji Ilja Muromec a občas létal jako člen posádky. V roce 1922 absolvoval Petrohradskou vojensko-technickou školu automechaniky, chvíli pracoval u letectva a poté studoval Žukovského akademii. Poté byl mezi lety 1931 až 1938 zaměstnán v Ústředním ústavu pro letecké motory a v roce 1938 byl jmenován hlavním konstruktérem v továrně leteckých motorů č. 29 v Záporoží. Zde pracoval na dvouhvězdicových motorech M-87 a M-88 založených na motoru M-85 - licencované verzi motoru Gnome-Rhône 14K - které byly používány v bombardérech DB-3 a Il-4. V roce 1943 se Tumanskij stal zástupce v OKB Alexandra Mikulina. V roce 1955 byl jmenován šéfkonstruktérem a následující rok generálním konstruktérem leteckých motorů. Tuto funkci zastával až do roku 1973. Zemřel 9. září 1973 při nehodě a byl pohřben v Moskvě na Novoděvičím hřbitově.
Tumanskij měl významný vliv na vývoj proudových motorů nadzvukových letadel. Prováděl základní výzkum týkající se výroby proudových motorů s dvoustupňovým kompresorem a nabídl doporučení k odstranění nebezpečného vibračního namáhání lopatek kompresoru a turbín. Podílel se např. na vývoji motoru R-11F-300 pro MiG-21 a R-15 pro MiG-25 dosahující rychlosti 3 M.
Po obdržení Státní ceny v roce 1946 byl v roce 1957 vyznamenán Řádem hrdiny socialistické práce a Leninovou cenou, zejména za vývoj motoru R-11. Od 26. června 1964 byl Tumanskij členem Akademie věd Sovětského svazu a také čtyřnásobným držitelem Řádu Leninova a Řádu říjnové revoluce, Řádu červeného praporu a různých dalších ocenění.